# Леонард Адлеман
Леонард Макс Адлеман (англ. Leonard Adleman; нар. 31 грудня 1945) — американський вчений-теоретик у галузі комп'ютерних наук, професор комп'ютерних наук і молекулярної біології в Університеті Південної Каліфорнії. Співавтор системи шифрування RSA (Rivest — Shamir — Adleman, 1977 рік) і ДНК-обчислень. RSA широко використовується в розробках із комп'ютерної безпеки, зоктема в протоколі HTTPS.

## Біографія
Народився в Каліфорнії, виріс у Сан-Франциско. Вступив до Каліфорнійського університету в Берклі, де 1968 року здобув ступінь бакалавра з математики, а 1976 року — доктора філософії з електротехніки та комп'ютерних наук.
У 1994 році в роботі «Молекулярне обчислення розв'язків комбінаторних задач» (Molecular Computation of Solutions To Combinatorial Problems) описав експеримент із застосування ДНК як обчислювальної системи. У ній він розв'язує задачу про гамільтонів шлях для випадку семи вершин, NP-складну задачу, подібну до задачі комівояжера. Попри те, що для цього випадку розв'язок є тривіальним, ця робота вперше продемонструвала успішне застосування ДНК для алгоритмічних обчислень. Було показано, що ДНК-обчислення мають потенціал як засіб для розв'язання деяких інших широкомасштабних комбінаторних задач пошуку.